# Acacia pycnocephala
Acacia pycnocephala é uma espécie de leguminosa do gênero Acacia, pertencente à família Fabaceae.